# Vuggevise

Ellen Winther, intérprete de la canción, durante un ensayo del Festival de la Canción de Eurovisión 1962.

«Vuggevise» —en español: «Nana»— es una canción compuesta por Kjeld Bonfils e interpretada en danés por Ellen Winther. Se lanzó como sencillo en 1962 mediante Nordisk Polyphon Aktieselskab. Fue elegida para representar a Dinamarca en el Festival de la Canción de Eurovisión de 1962 tras ganar la final nacional danesa, Dansk Melodi Grand Prix 1962.

## Festival de Eurovisión

### Dansk Melodi Grand Prix 1962
Esta canción participó en la final nacional para elegir al representante danés del Festival de la Canción de Eurovisión de 1962, celebrada el 11 de febrero de ese año en el Tivolis Koncertsal. Un jurado se encargó de la votación. Finalmente, la canción «Vuggevise» se declaró ganadora entre 5 canciones con 27 puntos. Una sexta canción, «Jeg snakker med mig selv», una canción swing que iba a ser interpretada por Gitte Hænning, fue descalificada antes de la final debido a la estricta regla de no interpretar la canción antes de esta, cuando escucharon al compositor de la canción tararearla. Se cree que la canción habría ganado la final y que habría quedado en mejor puesto en el Festival de Eurovisión.

### Festival de la Canción de Eurovisión 1962
Esta canción fue la representación danesa en el Festival de Eurovisión 1962. La orquesta fue dirigida por Kai Mortensen.
La canción fue interpretada 5ª en la noche del 18 de marzo de 1962 por Ellen Winther, precedida por Austria con Eleonore Schwarz interpretando «Nur in der Wiener Luft» y seguida por Suecia con Inger Berggren interpretando «Sol och vår». Al final de las votaciones, la canción había recibido 2 puntos, quedando en 10º puesto junto a Noruega y Suiza de un total de 16.
Fue sucedida como representación danesa en el Festival de 1963 por Grethe & Jørgen Ingmann con «Dansevise», que se declararía ganadora de esa edición.

## Letra
Como el título de la canción dice, la canción es una nana, escrita desde la perspectiva de una madre hacia su hija. La intérprete dice que aprovechará el tiempo en que la niña está durmiendo para «borrar las penas de la larga lista».

## Historial de lanzamiento
| Región    | Fecha | Formato            | Discográfica                  | Ref.  |
| --------- | ----- | ------------------ | ----------------------------- | ----- |
| Dinamarca | 1962  | Disco de vinilo 7" | Nordisk Polyphon Aktieselskab | [ 1 ] |